# David Haziot
David Haziot, né en 1947 à Casablanca, est un écrivain français. Titulaire d'une maîtrise de philosophie à la Sorbonne, sur le cinéma d'Eisenstein, il s'est ensuite tourné vers la fiction, la biographie, et l'essai. Il a obtenu un Prix de l'Académie Française pour sa biographie de Vincent Van Gogh et le Prix Goncourt de la biographie pour son ouvrage sur les Rouart.

## Biographie

### Divers
Membre du comité d'experts ayant validé le contenu culturel du nouveau parcours du Château d'Auvers-sur-Oise (2017) .
Membre du jury (2008-2016) du Prix du Roman Historique décerné chaque année à Blois lors des Rendez-Vous de l'Histoire.

## Publications
- 1989 : L'Or du Temps, Roman en bandes dessinées librement inspiré du mythe d'Orphée et situé dans l'Égypte pharaonique, avec la collaboration de François Baranger (dessin), 3 Tomes, Dargaud :
  - Tome 1 : Fille de l'ombre, avril 1989[2].
  - Tome 2 : L'autre rive, juillet 1989[3].
  - Tome 3 : La chair des dieux, octobre 1989[4]
- 2000 : Le Vin de la Liberté, Roman, Robert Laffont,  (ISBN 978-2-221-09228-6).
- 2004 : Elles, Roman, Autrement,  (ISBN 978-2-7467-0509-8)[5],[6].
- 2007 : Château Pichon-Longueville comtesse de Lalande, La passion du vin, Monographie historique, Photographies de Anne Garde, La Martinière,  (ISBN 2-7324-3489-2).
- 2007 : Van Gogh, Biographie, Gallimard-Folio,  (ISBN 978-2-07-030757-9)[7],[8],[9].
- 2010 : Théâtre d'ombres, Roman, Denoël,  (ISBN 978-2-207-25788-3)[10].
- 2012 : Le Roman des Rouart (1850-2000), Biographie, Fayard,  (ISBN 978-2-213-66858-1) [11],[12]
- 2013 : Cercles 1991 - 2011, texte trilingue (français, anglais, allemand) du catalogue de l'exposition Gary Fabian Miller,  (ISBN 978-2-9533072-4-5), Galerie Gimpel et Müller, Paris Octobre 2013.
- 2013 : Voyage à Auschwitz, Le démon de la certitude. e-book, Août 2013. Traduction anglaise par Anna Harrison Voyage to Auschwitz, The demon of certainty. e-book, Février 2014.
- 2014 : Préface du livre de Karin Müller Van Gogh, Pour planer au-dessus de la vie, Éditions Michel de Maule,  (ISBN 978-2-87623-554-0), Mai 2014.
- 2014 : Repères biographiques (Henri Rouart, Ernest Rouart, Augustin Rouart), in Les Rouart, de l’impressionnisme au réalisme magique, ouvrage sous la direction de Dominique Bona, avec des textes de Jean-Marie Rouart, Frédéric Vitoux, David Haziot, Charles Villeneuve de Janti, Paul Valery et Léon-Paul Fargue, Gallimard, Paris,  (ISBN 978-2-07-014386-3), octobre 2014.
- 2016 : L’insoumise, Tome 1 : Les Eaux de Lune, roman BD situé dans l’Italie du XVIe siècle, avec la collaboration de François Baranger (dessin),  (ISBN 978-2-9554167-0-9), La Mare aux Loups, février 2016[13],[14],[15],[16].
- 2017 : Gauguin, Biographie, Fayard,  (ISBN 978-2-213-67806-1), octobre 2017. Voir le site www.gauguin-haziot.com pour l'iconographie de cet ouvrage (œuvres et documents cités)[17],[18],[19],[20],[21].
- 2018 : L’insoumise, Tome 2 : Marignan, roman BD situé dans l’Italie du XVIe siècle, avec la collaboration de François Baranger (dessin),  (ISBN 978-2-9554167-1-6), La Mare aux Loups, février 2018[22],[23],[24].
- 2020 : Le Roman des Rouart,  (ISBN 978-2-8185-0617-2), Pluriel, édition poche [25]
- 2021 : Chemins sans issue selon Van Gogh, Collection Le roman d'un chef-d'œuvre,  (ISBN 979-10-312-0283-9), Ateliers Henry Dougier[26]
- 2022 : Les vendanges d'un destin. De Bordeaux à l'Afrique du Sud, avec la collaboration de May-Éliane de Lencquesaing,  (ISBN 979-10-210-3956-8), Tallandier, Paris septembre 2022.

## Prix littéraires
- Prix Goncourt de la biographie en 2012 pour Le Roman des Rouart.
- Prix de l'Académie Française, Médaille de vermeil en 2008[27] pour Van Gogh.
- Prix du roman historique en 2001 aux Rendez-vous de l'Histoire à Blois pour Le Vin de la Liberté.
- Prix littéraire de l'Académie du Vin de Bordeaux en 2000 pour Le vin de la Liberté.